# Lancashire and Yorkshire Railway
A Lancashire and Yorkshire Railway (L&YR) foi uma das maiores companhias ferroviárias da história do Reino Unido antes do Ato de Agrupamento de 1921.
Ela sofreu fusão com a London and North Western Railway em 1 de janeiro de 1922. Um ano depois, a empresa resultante da fusão se tornou o maior constituinte da London, Midland and Scottish Railway.

## História pré-agrupamento
A L&YR foi constituída em 1847, sendo resultado de uma fusão de várias linhas importantes, das quais a principal era a Manchester and Leeds Railway (ela próprio havia sido incorporada em 1836).

### Companhias constituintes
As empresas a seguir, pela ordem, foram amalgamadas na L&YR. As datas mostradas são, na maioria dos casos, os Atos do Parlamento, que autoriza a incorporação e a fusão de cada empresa. Em alguns casos é usada a data da efetivação.
- Manchester and Leeds Railway, 4 de julho de 1836 – 9 de julho de 1847
  - Manchester, Bolton and Bury Canal Navigation and Railway, 23 de agosto de 1831 – 18 de julho de 1846[2]
  - Huddersfield and Sheffield Junction Railway, 30 de junho de 1845 – 27 de julho de 1846, atualmente a Penistone Line.
  - Liverpool and Bury Railway, 31 de julho de 1845 – 27 de julho de 1846
  - Preston and Wyre Railway, Harbour and Dock Company, 1 de julho de 1839 – 3 de agosto de 1846 (associada à LNWR de 28 de julho de 1849)
    - Preston and Wyre Railway and Harbour Company, 3 de julho de 1835 – 1 de julho de 1839

  - West Riding Union Railway, 18 de agosto de 1846 – 17 de novembro de 1846
    - West Yorkshire Railway, 1845 – 18 de agosto de 1846
    - Leeds and West Riding Junction Railway, ?  – 18 de agosto de 1846
- Ashton, Stalybridge and Liverpool Junction Railway, 19 de julho de 1844 – 9 de julho de 1847
- Wakefield, Pontefract and Goole Railway, 31 de julho de 1845 – 9 de julho de 1847
- Manchester and Southport Railway, 22 de julho de 1847 – 3 July 1854 (associada à ELR)
- Liverpool, Crosby and Southport Railway, 2 de julho de 1847 – 14 de junho de 1855
- Blackburn Railway, 24 de julho de 1851 – 12 de julho de 1858 (associada à ELR)
  - Bolton, Blackburn, Clitheroe and West Yorkshire Railway, 9 de julho de 1847 – 24 de julho de 1851
    - Blackburn, Darwen and Bolton Railway, 30 de junho de 1845 – 9 de julho de 1847
    - Blackburn, Clitheroe and North West Junction Railway, 27 de julho de 1846 – 9 de julho de 1847
- Sheffield, Rotherham, Barnsley, Wakefield, Huddersfield and Goole Railway, 7 de agosto de 1846 – 2 de agosto de 1858
- East Lancashire Railway, 21 de julho de 1845 – 13 de maio de 1859
  - Manchester, Bury and Rossendale Railway, 4 de julho de 1844 – 21 de julho de 1845
  - Blackburn, Burnley, Accrington and Colne Extension Railway, 30 de junho de 1845 – 21 de julho de 1845
  - Blackburn and Preston Railway, 6 de junho de 1844 – 3 de agosto de 1846
  - Liverpool, Ormskirk and Preston Railway, 18 de agosto de 1846 – outubro de 1846
- Fleetwood, Preston and West Riding Junction Railway, 27 de julho de 1846 – 17 de junho de 1866 (associada à LNWR)
  - Preston and Longridge Railway, 14 de julho de 1836 – 23 de junho de 1856
- Blackpool and Lytham Railway, 17 de maio de 1861 – 29 de junho de 1871 (associada à LNWR)
- Lancashire Union Railway, 25 de julho de 1864 – 16 de julho de 1883 (associada à LNWR)
- North Union Railway, 22 de maio de 1834 – 26 de julho de 1889 (associada à LNWR)
  - Wigan Branch Railway, 29 de maio de 1830 – 22 de maio de 1834
  - Preston and Wigan Railway, 22 de abril de 1831 – 22 de maio de 1834
  - Bolton and Preston Railway, 15 de junho de 1837 – 10 de maio de 1844
- Bury and Tottington District Railway, 2 de agosto de 1877 – 24 de julho de 1888
- West Lancashire Railway, 14 de agosto de 1871 – 15 de julho de 1897
- Liverpool, Southport and Preston Junction Railway, 7 de agosto de 1884 – 15 de julho de 1897

### O sistema
O sistema consistia de vários ramais e rotas alternativas, de modo que não é fácil determinar a localização da sua linha principal. Para fins de trabalho a ferrovia foi separada em três divisões:
- Divisão Oeste:
  - Manchester à Blackpool e Fleetwood;
  - Manchester à Bolton, Wigan, Southport e Liverpool; e a linha direta à Liverpool;
- Lancashire Leste ou Divisão Central
  - Manchester à Oldham, Bury, Rochdale, Todmorden, Accrington, Burnley e Colne. Ela também inclui a conexão com a LNWR em Stockport para tráfego de passagem para Londres.
- Divisão Leste:
  - Todmorden à Halifax, Bradford, Leeds, Huddersfield, Wakefield, Normanton, Goole e Doncaster.

Enquanto que existiam várias linhas entre as Divisões Central e Oeste, existia apenas uma rota de ligação entre as Divisões Central e Leste.